# Sprawa Wasyla Stusa. Zbiór dokumentów z archiwum byłego KGB USRR
Sprawa Wasyla Stusa. Zbiór dokumentów z archiwum byłego KGB USRR (ukr. Справа Василя Стуса. Збірка документів з архіву колишнього КДБ УРСР) - książka ukraińskiego historyka, dziennikarza Wachtanga Kipianiego opisująca sprawę karną, życie i śmierć ukraińskiego poety i dysydenta Wasyla Stusa. 

## Geneza książki
Książka została napisana na podstawie sprawy karnej Wasyla Stusa z 1980 roku, której akta przechowywane są w archiwum Służby Bezpieczeństwa Ukrainy (dawne archiwum KGB). Materiały stały się dostępne w wyniku zainicjowanego przez Ukraiński Instytut Pamięci Narodowej uchwalenia pakietu ustaw dekomunizacyjnych. Akta sprawy karnej Wasyla Stusa zawarte są w sześciu tomach. Książka zawiera najważniejsze materiały z akt sprawy karnej. Dokumenty zawarte w książce zostały utrwalone bez modyfikacji. Praca nad książką trwała 6 miesięcy, w jej tworzeniu brała również udział redaktor wydawnictwa „Vivat” Hałyna Sołohub.
Według Wachtanta Kipianiego: Sprawa karna Wasyla Stusa to kronika walki zbrodniczego systemu komunistycznego z osobą pełną bólu i godności. Widzimy obywatela, obrońcę praw człowieka, twórczą osobowość, która doskonale zdaje sobie sprawę z konsekwencji swojej „niesubordynacji” przed aparatem represyjnym. A mimo to trwa do końca.
Książka została po raz pierwszy zaprezentowana 26 maja 2019 r. na Targach Książki w Kijowie.

## Treść
Książka zawiera archiwalne dokumenty z akt sprawy karnej Wasyla Stusa, zeznania świadków, listy poety z więzienia, wspomnienia jego krewnych i przyjaciół. Oprócz materiałów archiwalnych książka zawiera artykuły redaktora i dysydenta Wasyla Owsienki oraz wywiad z ostatnim współwięźniem poety, rosyjskim więźniem politycznym Leonidem Borodinem.
Okładka książki jest odwzorowaniem okładki pierwszego tomu akt sprawy karnej KGB, do której dodano tytuł książki oraz zdjęcie Stusa ze sprawy karnej.
Spis treści
- Sprawa karna numer 5 - książka o życiu i śmierci Wasyla Stusa
- Materiały z sześciu tomów akt sprawy
- Serce, samobójstwo czy zabójstwo? Jak zginął Wasyl Stus
- Świadek odejścia. Ostatnie dni Wasyla Stusa
- Stus i Nobel. Demistyfikacja mitu
- Czy adwokat Medwedczuk zabił poetę Stusa?
- Z więziennego zeszytu. Ostatni znany tekst Wasyla Stusa

## Pozew Wiktora Medwedczuka przeciwko autorowi
Pod koniec sierpnia 2019 r. były adwokat Wasyla Stusa a obecnie polityk, Wiktor Medwedczuk, złożył pozew w sprawie o naruszenie dóbr osobistych z żądaniem zaprzestania publikacji książki, z uwagi na zawarcie rzekomo nieprawdziwych informacji. W książce autor opisuje działania adwokata, który naruszając zasady wykonywania zawodu adwokata, w mowie końcowej żąda wymierzenia kary surowszej niż kara wnioskowana przez prokuratora.